# Delminichthys
A Delminichthys a sugarasúszójú halak (Actinopterygii) osztályának a pontyalakúak (Cypriniformes) rendjébe, ezen belül a pontyfélék (Cyprinidae) családjába tartozó nem.

## Rendszerezés
A nembe az alábbi 4 faj tartozik:
- Delminichthys adspersus (Heckel, 1843) - típusfaj
- Delminichthys ghetaldii (Steindachner, 1882)
- Delminichthys jadovensis (Zupancic & Bogutskaya, 2002)
- Delminichthys krbavensis (Zupancic & Bogutskaya, 2002)